# (14465) 1993 NB
1993 أن بي (ويعرف أيضًا باسم (14465) 1993 أن بي وفق تسمية الكوكب الصغير) (بالإنجليزية: 1993 NB)‏ هو كويكب ضمن حزام الكويكبات؛ وترتيبه 14465 من حيث الاكتشاف.
اكتُشف هذا الجُرم الفلكي بواسطة Satoru Otomo ‏ في 15 يوليو 1993.

## وصلات خارجية
- (14465) 1993 NB في قاعدة بيانات مختبر الدفع النفاث لأجرام النظام الشمسي الصغيرة

- الاكتشاف · مخطط المدار ·  العناصر المدارية · المعلمات المادية

- (14465) 1993 NB على موقع ويكي سكاي: DSS2, SDSS, GALEX, IRAS, Hydrogen α, X-Ray, Astrophoto, Sky Map, Articles and images